# Alexios I. (Byzanz)

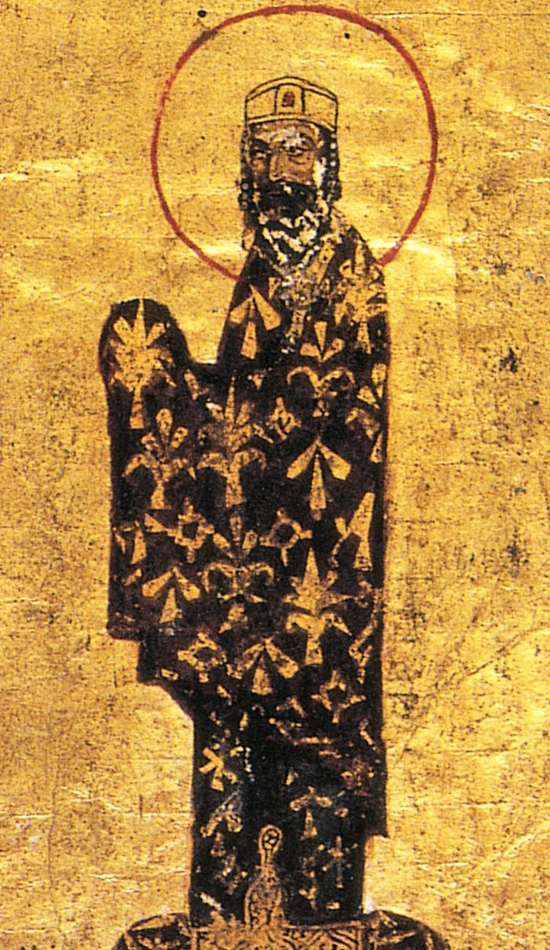
Alexios I. Komnenos

Alexios I. Komnenos (mittelgriechisch Ἀλέξιος Αʹ Κομνηνός) (* 1057; † 15. August 1118) war byzantinischer Kaiser von 1081 bis 1118.

## Leben
Alexios war der drittälteste Sohn des Domestikos der Scholen Johannes Komnenos und der Anna Dalassene und somit ein Neffe des Kaisers Isaak I. Er diente als Feldherr unter den Kaisern Michael VII. Dukas und Nikephoros III. Botaniates. Vor den Nachstellungen des Letzteren floh Alexios zum Heer, wurde von diesem zum Kaiser ausgerufen, eroberte die Hauptstadt und entthronte Nikephoros.
Am 4. April 1081 wurde der neue Machthaber von Patriarch Kosmas I. zum Kaiser gekrönt. Durch die Heirat mit Irene aus der einflussreichen Familie der Dukai sicherte Alexios I. Komnenos seine Herrschaft. Den 1078 von Nikephoros als Kleinkind abgesetzten Mitkaiser Konstantin Dukas Porphyrogennetos beteiligte er bis zur Geburt des Thronfolgers Johannes an der Regierung; seinen älteren Bruder Isaak Komnenos machte er unter dem neu geschaffenen Titel Sebastokrator zum Vizekaiser. Auf Konstantins Großonkel, den Kaisar Johannes Dukas, stützte er sich als Ratgeber. Seinem Schwager Nikephoros Melissenos, der ebenfalls nach dem Kaiserthron gestrebt hatte, gestand Alexios die Kaisar-Würde zu. Mit den Seldschuken schloss er Frieden, um sich gegen den in das Reich eingefallenen Normannenherzog Robert Guiskard zu wenden. Gegen diesen verbündete er sich mit den Venezianern, denen er reiche Handelsprivilegien verlieh, und mit dem römisch-deutschen Kaiser Heinrich IV., wurde aber bei Durazzo geschlagen. Robert drang nun siegreich bis Makedonien vor, musste aber, durch die Fortschritte Heinrichs IV. in Italien und durch einen Aufstand in Apulien bedroht, 1082 nach Italien zurückkehren, worauf sein unter seinem Sohn Bohemund zurückgelassenes Heer von Alexios fast vollständig vernichtet wurde. Robert erneuerte 1084 den Angriff, schlug die vereinigte venezianisch-byzantinische Flotte bei Korfu, starb aber schon 1085, woraufhin sein Heer heimkehrte.
Alexios hatte 1088–1091 gegen die über die Donau vorgedrungenen Petschenegen zu kämpfen, die er schließlich nach wechselhaften Kämpfen besiegte. Gegen die Seldschuken suchte er bei Papst Urban II. und den abendländischen Fürsten um Unterstützung. Papst Urban II. rief daraufhin am 27. November 1095 in Clermont-Ferrand zum Kreuzzug auf. Als aber 1096 die Kreuzfahrer im Reich erschienen, fanden sie nicht die gewünschte Aufnahme. Alexios, besorgt durch die große Menge der Kreuzfahrer und zugleich bestrebt, die Interessen des Reiches zu wahren, forderte von den vor Konstantinopel erscheinenden Fürsten den Lehnseid für die von den Moslems zu erobernden Länder, wusste dieses auch mit großer Geschicklichkeit durchzusetzen, wenn auch keineswegs vollständig. Doch entsprangen diesem Verhältnis eine Menge von Konflikten und Gefahren für sein Reich (ein neuer Einfall Bohemunds 1107–1108 wurde abgewehrt und endete mit dem Vertrag von Devol), welche noch nicht beigelegt waren, als Alexios am 15. August 1118 starb.
Alexios hatte mit seinem Hilfegesuch nach Westen sozusagen die „Büchse der Pandora“ geöffnet, wenn auch ungewollt. Die Existenz dieses Hilfegesuchs ist jedoch umstritten, da Anna Komnena in ihrem Werk Alexias, der einzigen Quelle zum Ersten Kreuzzug aus byzantinischer Sicht, das Sendschreiben nicht erwähnt und besonders die Überraschung und Bestürzung des Basileus hervorhebt, als er Gerüchte von dem Nahen der Kreuzritter erfuhr. In der modernen Forschung wird jedoch betont, dass den Byzantinern kaum die fast ein Jahr in Anspruch nehmenden Vorbereitungen für den Kreuzzug entgangen sein dürften, zumal Alexios gute Beziehungen zu Ungarn und Venedig unterhielt. Wahrscheinlicher dürfte sein, dass Alexios mit Bedacht agierte, um auf alle Eventualitäten vorbereitet zu sein, auch wenn den Byzantinern wohl schon recht früh klar war, was das Ziel des Kreuzzugs war.
Dennoch war Byzanz wieder eine Macht, mit der zu rechnen war. Im Innern des Reichs, das er in einem zerrütteten Zustand vorfand, stellte er die Ordnung her. Er verbesserte die Finanzen und führte 1092 eine umfassende Münzreform durch, um die bereits von seinen Vorgängern übernommene Hyperinflation (der Goldgehalt des Histamenon und Tetarteron sank auf unter 8 Karat) zu stoppen und das Vertrauen in die byzantinische Währung wiederherzustellen. Im Gegensatz zu früheren byzantinischen Münzreformen war diese umfassend und betraf alle Münztypen. Auch verbesserte er das Heerwesen, begünstigte die Kirche und verfolgte die Ketzer (Paulikianer und Bogomilen). Allerdings gelang es Alexios nicht, die vollständige Kontrolle über Kleinasien zu erlangen; Byzanz blieb dort auf die Küstenregionen beschränkt. Sein Leben beschrieb seine Tochter Anna Komnena (wenn auch glorifizierend) in dem Geschichtswerk Alexias.